# Estadio Arsenio Erico
Estadio Arsenio Erico – stadion piłkarski w Asunción, stolicy Paragwaju. Został otwarty 30 lipca 1944 roku. Może pomieścić 7000 widzów. Swoje spotkania rozgrywają na nim piłkarze Club Nacional.
Stadion został zainaugurowany 30 lipca 1944 roku. Od początku był on domową areną piłkarzy Club Nacional. Obiekt powstał niedaleko Estadio Adriano Irala, będącego domem dla Cerro Porteño (nieco później – otwarcie 24 maja 1970 roku – tuż obok tego stadionu powstał znacznie większy stadion klubu Cerro Porteño, Estadio General Pablo Rojas). Pierwotnie obiekt nosił nazwę Estadio Tricolor, w 1949 roku, dwa lata po śmierci prezesa Club Nacional, Julio R. Cartesa, stadion otrzymał jego imię (Estadio Julio R. Cartes). W 1977 roku, po śmierci piłkarza Arsenio Erico, stadion ponownie przemianowano, nazywając go jego imieniem (Estadio Arsenio Erico).